# Vallonok
A vallonok vagy vallónok (franciául: Wallons, vallonul: Walons, angolul: Walloons) általános szóhasználatban a Belgium déli részén, Vallóniában élő, francia anyanyelvű lakosok megnevezése. A vallonok alkotják Belgium három etnikai csoportja közül az egyiket, a másik kettő a flamand és a német.
A Magyarországra betelepült vallonokat gyakran olaszoknak nevezték. (Lásd: Olaszfalu)

## Vallónia
A vallonok általánosságban Vallónia területén élnek, de mint minden nyelvi-etnikai alapon meghatározott egység, így Vallónia kiterjedése is jelentős mértékben változott az idők során. A történelem során Flandria alacsonyan fekvő, tengerparti területei és a mellette elterülő Ardennek hegyes-völgyes részei számos birodalomhoz tartoztak. Ennek következtében a politikai, nyelvi és kulturális határok jelentős változásokon mentek keresztül. A vallon nyelv a francia nyelv egy változata, amelyet a második világháborúig széles körben használtak, de egyre inkább kiszorul a mindennapi életből a lakosság mobilitása és a média befolyása miatt. Ehhez járul, hogy a belga és a francia állam a francia nyelv használatát támogatja, a vallont ma már nem használják az oktatásban sem.
A helyzetet tovább komplikálja a napjainkra kialakult szövetségi struktúra Belgiumban, amely nyelvi alapon három közösségre osztotta fel az országot: a francia nyelvű, a flamand nyelvű és a német nyelvű közösségre. A francia közösség nem teljesen azonos Vallóniával, mert nem foglalja magába a Vallónia területén élő német nyelvű közösséget, viszont hozzá tartoznak Brüsszel francia nyelvű lakói.

### Brüsszel
A belga szövetségi államon belül Brüsszel önálló régió, melynek lakói a francia vagy a flamand nyelvű közösség tagjai. Belgium történelme során Brüsszel lakosainak nagy része flamandot (illetve annak helyi dialektusát, a brüsszelit) beszélte, de a gazdasági-kulturális népességmozgások miatt a lakosság nagy része mindkét közösségben rendelkezik ősökkel. Mára Brüsszel lakosságának mintegy fele francia anyanyelvű, de így is többszörösen meghaladják a flamand anyanyelvűek számát, mivel a fővárosi régió lakóinak közel fele külföldi származású, akiknek valamely harmadik nyelv az anyanyelve.
A helyi nyelvjárás, a brabantiből kialakult "Brusselaar" a város flamand örökségét jelképezi, bár ma már szinte teljesen kihalt.

## A vallon identitás
A vallon régió és kultúra központja a Meuse folyó völgye, Dinant, Namur, Huy és Liège városa. A vallon kultúra egyik lényeges eleme a vallon nyelv, amely a francia egyik dialektusa. Vallónia nem minden lakosa beszéli vagy beszélte a vallont, hiszen a régió nem elhanyagolható részén más nyelvjárások voltak elterjedtek: nyugaton Tournai és Mons környékén, illetve az ország déli részén (Arlon körül) a pikardiai, luxemburgi és lotaringiai nyelvjárások voltak használatban.
Napjainkra a vallon és a fent említett más nyelvjárásokat már szinte csak az öregek beszélik, és a mindennapi életben ők is a "hivatalos" franciát használják. A fiatalok rendszerint csak néhány szót vagy kifejezést értenek meg őseik nyelvén.
Másrészt a francia Ardennek számos falujában, illetve Luxemburgban a vallon nyelvet a mai napig használják.
A Vallónia régió hivatalosan magába foglalja a német nyelvi közösséget, amely Eupen város körül mintegy 60.000 főt számlál. A területet az első világháborút követően csatolták Belgiumhoz, és a lakosok túlnyomó része máig nem azonosul a vallonokkal, illetve a vallon kultúrával. A régió vezetőjével, Karl-Heinz Lambertz-el együtt a lakosság nagy része a Vallóniától való elszakadást és a régió önállóságát követeli.
Az 1620-as évektől kezdődően jelentős számú vallon bányász és vasipari munkás, valamint családjaik telepedtek le Svédországban, ahol a kiváló minőségű svéd vasérc feldolgozásával foglalkoztak (emléküket őrzi a vallon kohó is). A kivándorlást Louis De Geer vállalkozó vezette, aki számos kohót és acélművet alapított a svéd Uppland és Östergötland régiókban. A kivándorlás egészen a 18. századig folytatódott és bár a vallonok végül beolvadtak a svéd társadalomba, de máig rájuk emlékeztetnek a vallón családnevek. A bányászok leszármazottait a Sällskapet Vallonättlingar (Vallon Származásúak Klubja) fogja össze.

## A név eredete
A vallon megnevezés a "walhaz"-ból származik, amelyet a germán törzsek használtak a terület kelta őslakosainak megnevezésére. Ebből a germán szóból eredeztethetők még a Welsh, a Wallis és a Wallachia kifejezések is. Népszerű, de sajnos téves magyarázat, miszerint a "Vallónia" szó a régió hegyes-völgyes voltára utal (vagyis a "wal-"t a francia "vallée"-val hozza összefüggésbe). A kifejezést a régió turisztikai minisztériuma használja előszeretettel a főbb utak mentén elhelyezett tájékoztató táblákon, főleg francia változatában ("pays des vallées", vagyis a völgyek földje). Való igaz, hogy a Meuse folyótól délre és keletre elterülő hegyes-völgyes rész éles kontrasztban áll Flandria lapos síkságaival.
Napjainkban a genetikai kutatások kimutatták, hogy Vallónia lakosai közeli rokonságba állnak más, kelta eredetű népekkel[forrás?]

## Híres vallonok
- IX. Konstantinápolyi Balduin, Flandria és Hainaut grófja, illetve Konstantinápoly elfoglalása után latin császár.
- Bouillon Gottfried v. Godefroy de Bouillon, az első keresztes hadjára vezetője és Jeruzsálem királya.
- Jesse deForest, az Új-Hollandia gyarmat első telepese, ami később New York városa lett. Szobra a Battery Parkban, Manhattan alsó részén található.
- Pierre Minuit, kormányzó, aki a helyi indián törzsektől megvásárolta Manhattan szigetét.
- Adolphe Sax, a szaxofon feltalálója.
- Ernest Solvay, a Solvay-eljárás feltalálója és a Solvay Business School megalapítója.
- Zénobe Gramme, a dinamó feltalálója.
- Georges Simenon, író, a Maigret regények szerzője.
- Jean-Michel Saive, asztalitenisz-bajnok.
- Justine Henin, teniszező.
- Hercule Poirot, Agatha Christie híres, belga származású karaktere.
- Louis De Geer, kereskedő és iparos, a svédországi vallon kivándorlás megindítója.
- Georges Lemaître, csillagász, a Big Bang elmélet megalkotója.
- René Magritte, szürrealista művész